# Dusze czyśćcowe

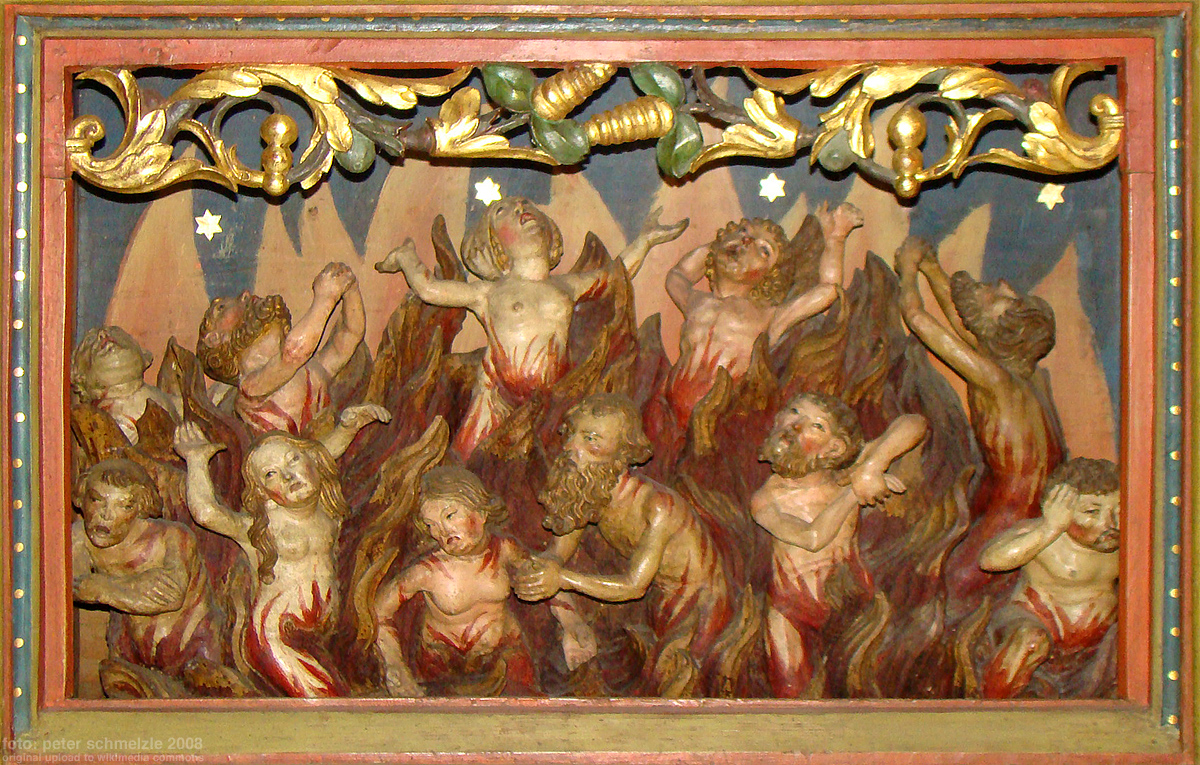
Przedstawienie dusz czyśćcowych w predelli z 1519 r. w ołtarzu głównym dzisiejszego Kościoła ewangelicznego w Bad Wimpfen (Niemcy)

Dusze czyśćcowe – według tradycji i nauczania  Kościoła katolickiego i dogmatyki dusze, które przebywają w czyśćcu po odbyciu sądu szczegółowego.
Katechizm Kościoła Katolickiego streszcza doktrynę o duszach czyśćcowych w punktach KKK 1030 i 1031, a o modlitwie za zmarłych w punktach 1032 i 1371, a także w Kompendium Katechizmu Kościoła Katolickiego, gdzie czytamy: 

Czyściec jest stanem tych, którzy umierają w przyjaźni z Bogiem. Chociaż są już pewni swego wiecznego zbawienia, potrzebują jeszcze oczyszczenia, aby wejść do radości nieba.“ (210.)

oraz

Wierząc w komunię świętych, wierni pielgrzymujący jeszcze na ziemi mogą pomóc duszom w czyśćcu, ofiarując za nich modlitwy za zmarłych, w szczególności Ofiarę eucharystyczną, lecz także jałmużnę, odpusty i dzieła pokutne.“ (211.)